# 东泇河
东泇河，又称柴沟河，位于山东省南部和江苏省北部，为邳苍分洪道右岸支流。发源于山东省费县南部，源头分东西两支：冬支源于马庄镇梧桐峪村刘家岗东麓；西支发源于新庄镇官庄东北的箕山、大芦山。东西两源合流后，东南流经苍山县小马庄水库，大仲村镇，苍山县城卞庄街道以及长城镇西部，前芦汪村南进入江苏省邳州市，与吴坦河合流后于铁富镇艾山后村北注入邳苍分洪道。全长70公里，流域面积484.1平方公里。